# 1968年グルノーブルオリンピックのノルディック複合競技
1968年グルノーブルオリンピックのノルディック複合競技（1968ねんグルノーブルオリンピックのノルディックふくごうきょうぎ）は1968年2月10日、2月12日に行われた。

## 競技の結果

### 個人P70/15km
13ヵ国41人が参加した。
- 前半ジャンプ1968年2月10日13:00～
- 後半クロスカントリー1968年2月12日9:00～

| 順位 | 国・地域         | 氏名                       | 記録                    |
| ---- | ---------------- | -------------------------- | ----------------------- |
| 金   | 西ドイツ         | フランツ・ケラー           | 449.04（JP1位、CC13位） |
| 銀   | スイス           | アロイス・ケーリン         | 447.99（JP24位、CC1位） |
| 銅   | 東ドイツ         | アンドレアス・クンツ       | 444.10（JP10位、CC3位） |
| 4    | チェコスロバキア | トマシュ・クチェラ         | 434.14（JP9位、CC6位）  |
| 5    | イタリア         | エジオ・ダモリン           | 429.54（JP13位、CC4位） |
| 6    | ポーランド       | ヨゼフ・ガシエニカ         | 428.78（JP8位、CC11位） |
| 7    | ソビエト連邦     | ロベルト・マカラ           | 426.92（JP5位、CC17位） |
| 8    | ソビエト連邦     | ヴァチェスラフ・ドリャギン | 424.38（JP5位、CC19位） |
| 9    | 東ドイツ         | ローランド・バイスフロク   | 424.30（JP29位、CC2位） |
| 10   | 日本             | 板垣宏志                   | 414.65（JP2位、CC29位） |